# Steven Gayle
Steven Lloyd Gayle (* 19. März 1994) ist ein jamaikanischer Sprinter, der sich auf die 400 Meter spezialisiert hat. Er vertrat sein Land bei den Weltmeisterschaften 2017 und den Hallenweltmeisterschaften 2018.
Gayle wuchs in der Bronx in New York City auf und trat für die Alabama Crimson Tide der University of Alabama an.

## Karriere
Gayle wurde bei den IAAF World Relays 2017 Dritter in der 4-mal-400-Meter-Staffel. Bei den Weltmeisterschaften in diesem Jahr wurde er 9. in dieser Disziplin und im 400-Meter-Lauf disqualifiziert.
Bei den Hallenweltmeisterschaften 2018 wurde er in derselben Disziplin wegen eines Linienübertrittes disqualifiziert. Sämtliche anderen Staffeln dieses Vorlaufes wurden ebenfalls disqualifiziert. Bei den Zentralamerika- und Karibikspielen 2018 wurde er Fünfter im 400-Meter-Lauf.